# アンリ・ニコール
アンリ・ポール・イポリット・ド・ニコール（Henri Paul Hippolyte de Nicol、1846年6月29日 - 1870年9月28日）は、幕末に来日したフランス海軍の士官である。姓はニコルとも表記される。

## 経歴・人物
当時江戸幕府のお雇い外国人であったジュール・ブリュネが幕府を撤廃した事に同情し、維新政府軍に入隊する。後に横浜港で友人であるウージェーヌ・コラッシュらと共にフランス海軍の軍艦であったミネルヴァ号から脱走した。
後にブリュネの指導により、コラッシュと共に戊辰戦争に参戦し榎本武揚の軍に参加した。1869年（明治2年）3月に発生した宮古湾海戦では軍艦3隻を分乗し、『甲鉄艦』の襲撃作戦を企てたが失敗し、負傷した。後にフランス側の戦闘が不利とみなされたため、函館でフランス軍艦で脱出し、横浜を経由し帰国した。